# ویکتوریا اوهانجانیان

ویکتوریا اوهانجانیان (ارمنی: Վիկտորյա Օհանջանյան) معمار ارمنی‌تبار اهل ایران و نخستین زن معمار ایران بود.

## زندگی‌نامه
ویکتوریا اوهانجانیان در (۱۳۰۸) تبریز متولد شده است. پدرش آودیس اوهانجانیان مهندس شهرداری تبریز بود و آثار زیادی در آن شهر داشت. ویکتوریا تحصیلات ابتدایی و متوسطه را در زادگاهش گذراند و سپس وارد دانشکده هنرهای زیبای دانشگاه تهران شد و در سال ۱۹۶۴ (۱۳۴۳) تحصیلاتش را در رشتهٔ معماری به پایان رسانید.
وی در ۱۹۵۷ (۱۳۳۶) به استخدام وزارت مسکن و شهرسازی درآمد و تا سال ۱۹۷۷ (۱۳۵۶) به عنوان رئیس دفتر فنی در آن جا فعالیت داشت. در این مدت مسئولیت‌های مهمی به وی محول شد و به ماموریت‌هایی در داخل و خارج از کشور اعزام گردید که از جمله آن اعزام به فرانسه برای مطالعه در زمینهٔ روش‌های نو ساختمان‌های صنعتی بود
ویکتوریا اوهانجانیان در سال ۱۹۷۲ (۱۳۵۱) به دریافت نشان آبادانی نائل شد. وی پس از ترک وزارت مسکن و شهرسازی فعالیت معماری را در دفتر شخصی خود در تهران و به‌طور همزمان در ایالات کالیفرنیای آمریکا ادامه داد. در سال ۱۹۹۹ (۱۳۷۸) از طرف کانون معماران ایرانی به عنوان یکی از پیشکسوتان معماری ایرانی انتخاب گردید.
ویکتوریا تاکنون ساختمان‌های متعددی در تهران و دیگر شهرستان‌های ایران و همچنین در ایالات متحده آمریکا ساخته است.